# 보로네두
보로네두(Boroneddu)는 이탈리아 사르데냐 지역 오리스타노도에 있는 코무네 (지자체)로, 칼리아리 북쪽으로 약 100 킬로미터 (62 mi), 오리스타노 북동쪽으로 약 35 킬로미터 (22 mi) 떨어져 있다. 2004년 12월 31일 기준으로 인구는 179명이고 면적은 4.6 제곱킬로미터 (1.8 mi2)이다.
보로네두는 다음 지자체와 접해 있다: 길라르차, 소디, 타다수니.